# Anthony Tolliver
Anthony Lamar Tolliver (Springfield, Misuri, 1 de junio de 1985) es un jugador de baloncesto estadounidense que se encuentra sin equipo. Con 2,03 metros de altura, juega en las posiciones de ala-pívot y pívot.

## Trayectoria deportiva

### Universidad
Tolliver jugó durante cuatro temporadas en los Bluejays de la Universidad de Creighton, disputando un total de 124 partidos y promediando 8.1 puntos, 4.9 rebotes y 1.1 asistencias. En sus dos últimas campañas firmó números muy similares, con 13.2 y 13.4 puntos respectivamente y 6.7 rebotes por encuentro. En su año sénior fue incluido en el mejor quinteto de la Missouri Valley Conference tras ser el único jugador en la liga en finalizar entre los 10 primeros en puntos, rebotes y tapones por partido. También formó parte del mejor quinteto del torneo de la Missouri Valley Conference.

### Profesional

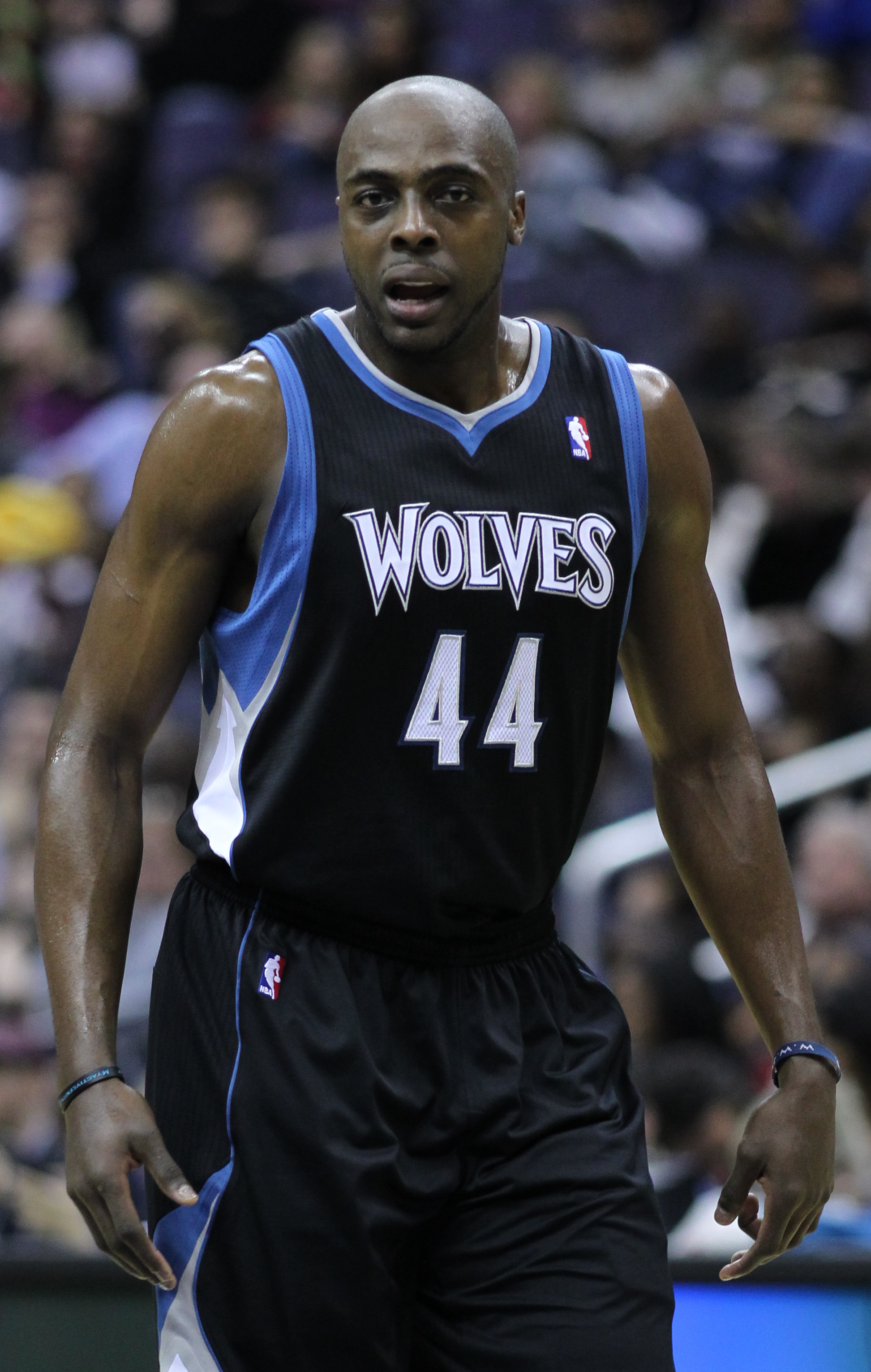
Tolliver con Minnesota en 2011.

Tras no ser elegido por ningún equipo en el Draft de la NBA de 2007, Tolliver completó la pretemporada en Cleveland Cavaliers, siendo finalmente despedido por el equipo sin jugar un partido oficial. La mayor parte de la temporada 2007-08 la disputó con Iowa Energy de la NBA Development League, promediando 11.5 puntos y 6.4 rebotes por partido, antes de marcharse a jugar al Eisbären Bremerhaven de la liga alemana con su compañero de universidad Nate Funk. En su etapa en Alemania firmó 14.3 puntos y 7.3 rebotes por encuentro. El 23 de julio de 2008 fichó por San Antonio Spurs de la NBA.
En la temporada 2008-09 jugó en los Spurs, New Orleans Hornets (no llegando a debutar), Austin Toros e Iowa Energy de la NBA Development League y Galatasaray Café Crown de la liga turca. En diciembre de 2009, siendo jugador de Idaho Stampede de la NBDL, firmó con Portland Trail Blazers, con los que disputó dos partidos antes de ser cortado a finales de mes. El 17 de enero de 2010 firmó un contrato de 10 días con Golden State Warriors, y posteriormente para el resto de la temporada.
El 9 de agosto de 2010, Tolliver firmó con los Minnesota Timberwolves un contrato de dos años a razón de 4,5 millones de dólares.
En septiembre de 2012, firma con los Atlanta Hawks.
El 19 de agosto de 2013, Tolliver firmó un contrato con los Charlotte Bobcats.
El 21 de julio de 2014, llega a un acuerdo para jugar con los Phoenix Suns. El 24 de diciembre de 2014, Tolliver fue traspasado a los Detroit Pistons a cambio de Tony Mitchell.
El 9 de julio de 2016 fichó por los Sacramento Kings. Tras jugar una temporada, a su término fue despedido, firmando de nuevo con los Pistons el 14 de julio de 2017.
El 9 de julio de 2018, Tolliver firmó un contrato de 1 año por $5 millones con Minnesota Timberwolves.
El 2 de julio de 2019, firma un contrato de $2,6 millones y una temporada con Portland Trail Blazers.
El 19 de enero de 2020, es traspasado a Sacramento Kings junto a Kent Bazemore, a cambio de Trevor Ariza. Pero el 29 de febrero de 2020, tras 9 encuentros, Tolliver fue cortado por los Sacramento Kings.
El 2 de marzo de 2020, los Memphis Grizzlies fichan a Tolliver con un contrato de 10 días. El 22 de junio, los Grizzlies anuncian que seguirán contando con Tolliver para la reanudación de la temporada 19-20.
Ya en la temporada 2020-21, el 10 de abril de 2021 firmó un contrato de 10 días con los Philadelphia 76ers. Al término del mismo volvió a renovar por otros diez días. El 27 de agosto de 2021 los Sixers cortan a Tolliver.

## Estadísticas de su carrera en la NBA

### Temporada regular
| Año     | Equipo       | PJ  | PT  | MPP  | %TC  | %3P  | %TL  | RPP | APP | ROB | TPP | PPP  |
| ------- | ------------ | --- | --- | ---- | ---- | ---- | ---- | --- | --- | --- | --- | ---- |
| 2008-09 | San Antonio  | 19  | 0   | 10.9 | .292 | .220 | .500 | 2.2 | .9  | .3  | .0  | 2.7  |
| 2009-10 | Portland     | 2   | 0   | 2.0  | .000 | .000 | .000 | .5  | .0  | .0  | .0  | .0   |
| 2009-10 | Golden State | 44  | 29  | 32.3 | .431 | .331 | .769 | 7.3 | 2.0 | .7  | .8  | 12.3 |
| 2010-11 | Minnesota    | 65  | 4   | 21.0 | .450 | .409 | .802 | 4.5 | 1.3 | .4  | .4  | 6.7  |
| 2011-12 | Minnesota    | 51  | 0   | 17.3 | .390 | .248 | .745 | 3.0 | .4  | .4  | .4  | 4.1  |
| 2012-13 | Atlanta      | 62  | 11  | 15.5 | .380 | .338 | .863 | 2.5 | .5  | .2  | .2  | 4.1  |
| 2013-14 | Charlotte    | 64  | 9   | 20.3 | .420 | .413 | .805 | 2.6 | .7  | .3  | .2  | 6.1  |
| 2014-15 | Phoenix      | 24  | 0   | 11.3 | .351 | .387 | .667 | 1.8 | .4  | .2  | .0  | 3.3  |
| 2014-15 | Detroit      | 52  | 11  | 22.3 | .423 | .360 | .790 | 3.7 | .9  | .4  | .3  | 7.7  |
| 2015-16 | Detroit      | 72  | 5   | 18.6 | .386 | .360 | .617 | 3.2 | .7  | .4  | .2  | 5.3  |
| 2016-17 | Sacramento   | 65  | 9   | 22.7 | .442 | .391 | .744 | 3.7 | 1.2 | .5  | .3  | 7.1  |
| 2017-18 | Detroit      | 79  | 14  | 22.2 | .464 | .436 | .797 | 3.1 | 1.1 | .4  | .3  | 8.9  |
| 2018-19 | Minnesota    | 65  | 0   | 16.6 | .382 | .377 | .783 | 2.7 | .7  | .3  | .3  | 5.0  |
| 2019-20 | Portland     | 33  | 9   | 16.8 | .368 | .337 | .684 | 3.3 | .3  | .2  | .3  | 3.9  |
| 2019-20 | Sacramento   | 9   | 0   | 9.1  | .176 | .133 | .500 | 1.2 | .3  | .4  | .1  | 1.0  |
| 2019-20 | Memphis      | 13  | 4   | 18.2 | .396 | .415 | .875 | 2.5 | .8  | .5  | .1  | 4.8  |
| 2020-21 | Philadelphia | 11  | 0   | 9.0  | .235 | .286 | .833 | .9  | .2  | .3  | .2  | 1.5  |
| Total   | Total        | 730 | 105 | 19.6 | .414 | .373 | .771 | 3.3 | .9  | .4  | .3  | 6.1  |

### Playoffs
| Año   | Equipo       | PJ | PT | MPP  | %TC  | %3P  | %TL   | RPP | APP | ROB | TPP | PPP |
| ----- | ------------ | -- | -- | ---- | ---- | ---- | ----- | --- | --- | --- | --- | --- |
| 2013  | Atlanta      | 6  | 0  | 11.3 | .571 | .636 | .333  | 1.5 | .2  | .2  | .2  | 4.0 |
| 2014  | Charlotte    | 4  | 0  | 5.3  | .500 | .500 | 1.000 | 1.0 | .3  | .0  | .0  | 1.5 |
| 2016  | Detroit      | 3  | 0  | 8.7  | .500 | .000 | .000  | 1.3 | .3  | .0  | .3  | 1.3 |
| 2021  | Philadelphia | 1  | 0  | 2.0  | .000 | .000 | .000  | .0  | .0  | .0  | .0  | .0  |
| Total | Total        | 11 | 0  | 8.4  | .550 | .533 | .677  | 1.2 | .2  | .1  | .1  | 2.4 |